# Gerlach (byggmästare)
Gerlach (Gierlac) var en tysk byggmästare från Köln, verksam under 1400-talets första del.
Gerlach var enligt en inskriftstavla i Linköpings domkyrkas kor verksam vid kyrkans uppförande. Han är troligen den som planlagt korbygget med dess rikt belysta koromgång och eleganta valvkonstruktion.